# Daimara Lescay
Daimara Lescay Cajigal (ur. 5 września 1992) – kubańska siatkarka, grająca jako środkowa. Obecnie występuje w drużynie Guantanamo.

## Nagrody indywidualne
- 2015: Najlepsza blokująca Pucharu Świata